# Turay József
Turay József (Eger, 1905. március 1. – Budapest, 1963. június 24.) világbajnoki ezüstérmes, Közép-európai Kupa-győztes, ötszörös magyar bajnok labdarúgó. Öccse Turay András labdarúgó, edző.

## Pályafutása

### Klubcsapatban
Turay a Röppentyű utcai SC-ben kezdett el futballozni. 1926-ban, a profi labdarúgás bevezetésének évében Tóth Potya István vitte át a Ferencvárosba. A középcsatárként bevethető játékos eleinte csak kispados volt, mivel ezen a poszton Pataki Mihály játszott. Noha kevés lehetőséghez jutott, első Fradiban töltött idényének végén kétszer is ünnepelhetett: magyar bajnok és kupagyőztes lett. Miután Pataki visszavonult, Turay állandó lehetőséget kapott és félelmetes csatársort alkotott Kohut Vilmossal és Takács Józseffel. A mindkét lábát remekül használó csatár elsősorban a gólpasszokban jeleskedett, de gólérzékenysége, fejjátéka is nagyszerű volt. Miután 1927-ben ismét diadalmaskodtak a bajnokságban és a kupában, kvalifikálták magukat a Mitropa Kupába. Az OFK Belgrád és az Austria Wien legyőzésével bejutottak a döntőbe, ahol a Rapid Wien várt rájuk. Tulajdonképpen az első mérkőzésen eldől minden, amikor is Budapesten 7-1-re nyert a Fradi. A visszavágón, Bécsben ugyan a Rapid győzött 5-3-ra, összesítésben a Ferencváros bizonyult jobbnak és hódította el a trófeát. A bécsi mérkőzésen Turay egy gólt szerzett. 1932-ben a zöld-fehérek ismét bajnokságot nyertek, méghozzá úgy, hogy mindegyik meccsét megnyerte. A Turay-Takács-Kohut csatársor kiegészülve Toldi Gézával és Táncos Mihállyal 105 gólt lőtt a bajnokságban. Ebben az évben Turayt megválasztották a legjobb magyar labdarúgónak. Miután 1933-ban megnyerték a Magyar Kupát, elhagyta a csapatot a rivális Hungária FC kedvéért. A kék-fehéreknél a középcsatár Cseh László mögött futballozott a középpályán. 1936-ban és 1937-ben további két bajnoki címet nyert a Schaffer Alfréd edzette csapattal. 1940-ig maradt a klubnál. Karrierjét a Ganz TE-nél és az Újvidéki AC-nél fejezte be.

### A válogatottban
Nemzeti mezben először 1928. áprilisában futott ki a pályára, amikor az Európai Nemzetek Kupájában 2-0-ra felülmúlták Csehszlovákia gárdáját. Néhány hónappal később megszerezte első válogatottbeli gólját Svájc ellen. Játszott azon a budapesti mérkőzésen is, ahol az olaszok legyőzték a magyar válogatottat és megnyerték az első ízben kiírt Európai Nemzetek Kupáját. Turaynak biztos helye volt a csapatban, ahol időnként balösszekötőként is játszott. Miután klubcsapatot és posztot váltott, kevésbé számítottak rá a válogatottnál. Ugyan tagja volt az 1934-es világbajnoki keretnek, de nem kapott játéklehetőséget. 1935-től ismét meghívták a válogatottba, de kissé hátravontan szerepelt. A következő években ismét rendszeresen játszott címeres mezben és ott volt az 1938-as világbajnokságon is. Franciaországban a döntő kivételével minden meccsen pályára lépett. Az elődöntőben elért svédek elleni 5-1-es győzelem után a csapatvezetés taktikai változtatást hajtott végre a csapaton belül. Turay helyett Szűcs György került a kezdő csapatba. Magyarország 4-2-re kikapott a döntőben az olasz válogatottól. Ezután még négy válogatott mérkőzésen lépett pályára. 1939-ben Lengyelország ellen húzta fel 48. alkalommal és egyben utoljára a címeres mezt, melynek színeiben 11 gólt ért el.

## Sikerei, díjai
- Világbajnoki ezüstérmes: 1938
- Közép-európai Kupa-győztes: 1928
- Magyar bajnok: 1926-1927, 1927-1928, 1931-1932, 1935-1936, 1936-1937
- Magyar kupagyőztes: 1927, 1928, 1933
- az év labdarúgója: 1932

## Irodalom

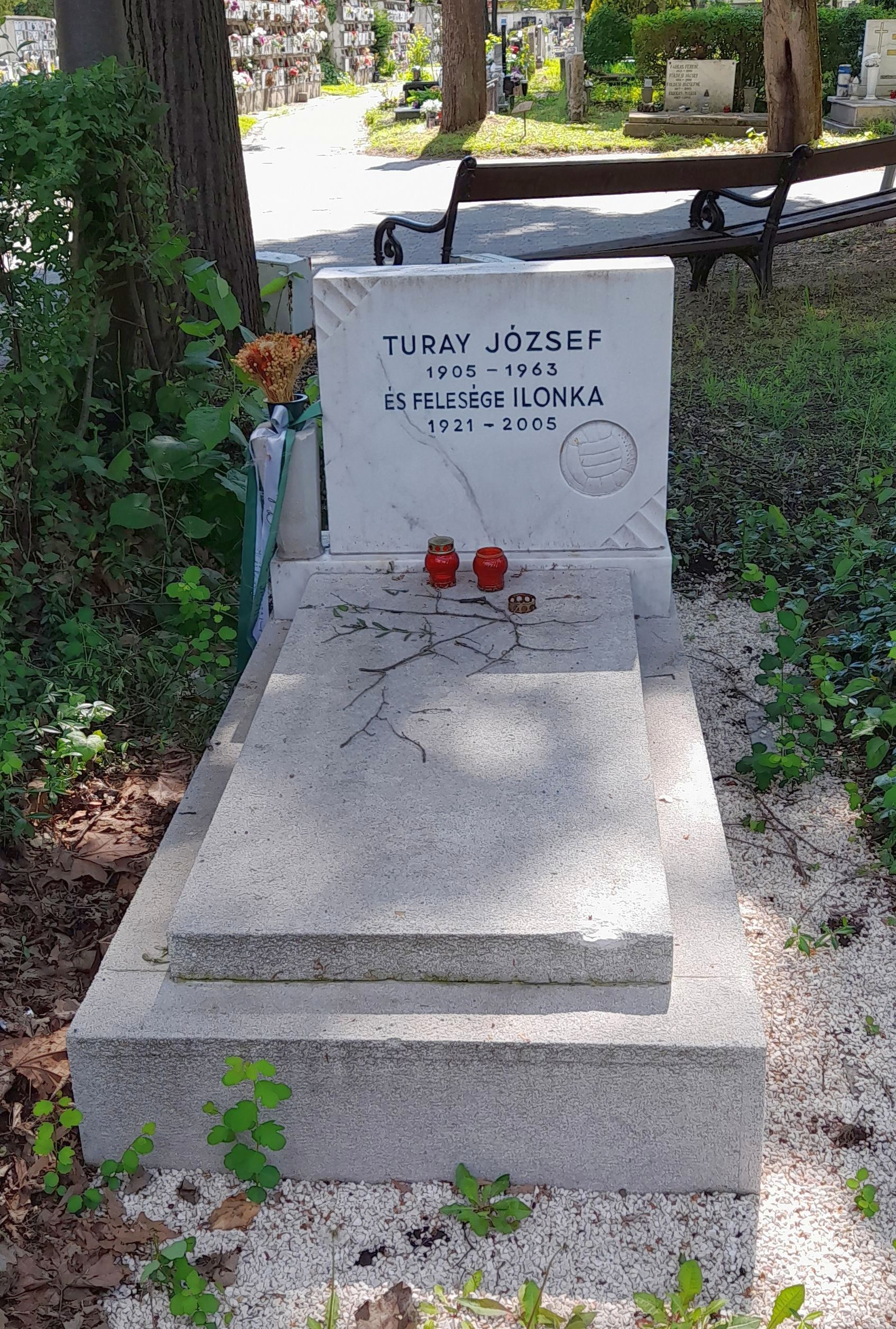
Sírja a Megyeri temetőben 2024-ben

## Statisztika

### Mérkőzései a válogatottban
| Magyarország | Magyarország         | Magyarország                       | Magyarország  | Magyarország | Magyarország  | Magyarország    | Magyarország | Magyarország |
| #            | Dátum                | Helyszín                           | Hazai         | Eredmény     | Vendég        | Kiírás          | Gólok        | Esemény      |
| ------------ | -------------------- | ---------------------------------- | ------------- | ------------ | ------------- | --------------- | ------------ | ------------ |
| 1.           | 1928. április 22.    | Budapest, Üllői úti pálya          | Magyarország  | 2 – 0        | Csehszlovákia | Európa-kupa     | -            |              |
| 2.           | 1928. október 7.     | Bécs, Hohe Warte                   | Ausztria      | 5 – 1        | Magyarország  | Európa-kupa     | -            |              |
| 3.           | 1928. november 1.    | Budapest, Üllői úti pálya          | Magyarország  | 3 – 1        | Svájc         | Európa-kupa     | 1            | 36'          |
| 4.           | 1929. április 14.    | Bern                               | Svájc         | 4 – 5        | Magyarország  | Európa-kupa     | -            |              |
| 5.           | 1929. május 5.       | Bécs, Hohe Warte                   | Ausztria      | 2 – 2        | Magyarország  | barátságos      | -            |              |
| 6.           | 1929. szeptember 8.  | Prága                              | Csehszlovákia | 1 – 1        | Magyarország  | Európa-kupa     | -            | 61′          |
| 7.           | 1930. május 1.       | Prága                              | Csehszlovákia | 1 – 1        | Magyarország  | barátságos      | -            |              |
| 8.           | 1930. május 11.      | Budapest, Üllői úti pálya          | Magyarország  | 0 – 5        | Olaszország   | Európa-kupa     | -            |              |
| 9.           | 1930. június 1.      | Budapest, Hungária körúti pálya    | Magyarország  | 2 – 1        | Ausztria      | barátságos      | 1            | 57'          |
| 10.          | 1930. június 8.      | Budapest, Üllői úti pálya          | Magyarország  | 6 – 2        | Hollandia     | barátságos      | 2            | 15' 56'      |
| 11.          | 1930. szeptember 21. | Bécs, Hohe Warte                   | Ausztria      | 2 – 3        | Magyarország  | barátságos      | 2            | 28' 80'      |
| 12.          | 1930. szeptember 28. | Drezda, Ostragehege                | Németország   | 5 – 3        | Magyarország  | barátságos      | -            |              |
| 13.          | 1931. március 22.    | Prága, Sparta-pálya                | Csehszlovákia | 3 – 3        | Magyarország  | Európa-kupa     | -            |              |
| 14.          | 1931. május 3.       | Bécs, Hohe Warte                   | Ausztria      | 0 – 0        | Magyarország  | Európa-kupa     | -            |              |
| 15.          | 1931. május 21.      | Belgrád, BSK-pálya                 | Jugoszlávia   | 3 – 2        | Magyarország  | barátságos      | -            |              |
| 16.          | 1931. szeptember 20. | Budapest, Üllői úti pálya          | Magyarország  | 3 – 0        | Csehszlovákia | barátságos      | 1            | 10'          |
| 17.          | 1931. október 4.     | Budapest, Hungária körúti pálya    | Magyarország  | 2 – 2        | Ausztria      | Európa-kupa     | -            |              |
| 18.          | 1931. november 8.    | Budapest, Üllői úti pálya          | Magyarország  | 3 – 1        | Svédország    | barátságos      | -            |              |
| 19.          | 1932. február 19.    | Kairó                              | Egyiptom      | 0 – 0        | Magyarország  | barátságos      | -            |              |
| 20.          | 1932. március 20.    | Prága, Sparta-pálya                | Csehszlovákia | 1 – 3        | Magyarország  | barátságos      | 1            | 64'          |
| 21.          | 1932. április 24.    | Bécs, Hohe Warte                   | Ausztria      | 8 – 2        | Magyarország  | barátságos      | -            |              |
| 22.          | 1932. május 8.       | Budapest, Hungária körúti pálya    | Magyarország  | 1 – 1        | Olaszország   | Európa-kupa     | -            |              |
| 23.          | 1932. június 19.     | Bern                               | Svájc         | 3 – 1        | Magyarország  | Európa-kupa     | -            |              |
| 24.          | 1932. október 2.     | Budapest, Üllői úti pálya          | Magyarország  | 2 – 3        | Ausztria      | barátságos      | -            |              |
| 25.          | 1932. október 30.    | Budapest, Hungária körúti pálya    | Magyarország  | 2 – 1        | Németország   | barátságos      | 1            | 80'          |
| 26.          | 1933. január 29.     | Lisszabon                          | Portugália    | 1 – 0        | Magyarország  | barátságos      | -            |              |
| 27.          | 1933. március 19.    | Budapest, Hungária körúti pálya    | Magyarország  | 2 – 0        | Csehszlovákia | barátságos      | 1            | 22'          |
| 28.          | 1933. július 2.      | Stockholm                          | Svédország    | 5 – 2        | Magyarország  | barátságos      | -            | 40'          |
| 29.          | 1935. május 19.      | Párizs                             | Franciaország | 2 – 0        | Magyarország  | barátságos      | -            | 31'          |
| 30.          | 1935. október 6.     | Bécs                               | Ausztria      | 4 – 4        | Magyarország  | Európa-kupa     | -            |              |
| 31.          | 1935. november 24.   | Milánó                             | Olaszország   | 2 – 2        | Magyarország  | Európa-kupa     | -            |              |
| 32.          | 1936. március 15.    | Budapest, Hungária körúti pálya    | Magyarország  | 3 – 2        | Németország   | barátságos      | -            |              |
| 33.          | 1936. május 3.       | Budapest, Hungária körúti pálya    | Magyarország  | 3 – 3        | Írország      | barátságos      | -            |              |
| 34.          | 1936. május 31.      | Budapest, Hungária körúti pálya    | Magyarország  | 1 – 2        | Olaszország   | barátságos      | 1            | 70'          |
| 35.          | 1936. december 6.    | Dublin                             | Írország      | 2 – 3        | Magyarország  | barátságos      | -            |              |
| 36.          | 1937. május 9.       | Budapest, Hungária körúti pálya    | Magyarország  | 1 – 1        | Jugoszlávia   | barátságos      | -            |              |
| 37.          | 1937. május 23.      | Budapest, Üllői úti pálya          | Magyarország  | 2 – 2        | Ausztria      | barátságos      | -            |              |
| 38.          | 1937. szeptember 19. | Budapest, Hungária körúti pálya    | Magyarország  | 8 – 3        | Csehszlovákia | barátságos      | -            |              |
| 39.          | 1937. október 10.    | Bécs, Práter-stadion               | Ausztria      | 1 – 2        | Magyarország  | Európa-kupa     | -            |              |
| 40.          | 1937. november 14.   | Budapest, Üllői úti pálya          | Magyarország  | 2 – 0        | Svájc         | Európa-kupa     | -            |              |
| 41.          | 1938. január 9.      | Lisszabon                          | Portugália    | 4 – 0        | Magyarország  | barátságos      | -            | 46'          |
| 42.          | 1938. június 5.      | Reims (FRA)                        | Magyarország  | 6 – 0        | Holland India | vb-nyolcaddöntő | -            |              |
| 43.          | 1938. június 12.     | Lille, Stade Victor Boucquey (FRA) | Svájc         | 0 – 2        | Magyarország  | vb-negyeddöntő  | -            |              |
| 44.          | 1938. június 16.     | Párizs, Parc des Princes (FRA)     | Magyarország  | 5 – 1        | Svédország    | vb-elődöntő     | -            |              |
| 45.          | 1938. december 7.    | Glasgow, Ibrox Park                | Skócia        | 3 – 1        | Magyarország  | barátságos      | -            |              |
| 46.          | 1939. február 26.    | Rotterdam, Feijenoord Stadion      | Hollandia     | 3 – 2        | Magyarország  | barátságos      | -            |              |
| 47.          | 1939. június 8.      | Budapest, Üllői úti pálya          | Magyarország  | 1 – 3        | Olaszország   | barátságos      | -            |              |
| 48.          | 1939. augusztus 27.  | Varsó                              | Lengyelország | 4 – 2        | Magyarország  | barátságos      | -            |              |
|              | Összesen             |                                    |               | 48           | mérkőzés      |                 | 11           | gól          |